# Джеланди (Росія)
Джеланди́ (рос. Джеланды) — селище у складі Оренбурзького району Оренбурзької області, Росія.

## Населення
Населення — 176 осіб (2010; 192 у 2002).
Національний склад (станом на 2002 рік):
- казахи — 67 %